# 陆惠民
陆惠民（？—），男，汉族，中华人民共和国政治人物，曾任中共西藏自治区党委常委、组织部部长，西藏自治区人大常委会副主任。